# Kate Schmidt
Kate Schmidt   (Long Beach, 29 de desembre de 1953) és una atleta estatunidenca, ja retirada, especialista en el llançament de javelina, que va competir entre finals de la dècada de 1960 i mitjans de la 1980.
El 1972 va prendre part en els Jocs Olímpics d'Estiu de Múnic, on va guanyar la medalla de bronze en la competició del llançament de javelina del programa d'atletisme, rere les alemanyes Ruth Fuchs i Jacqueline Todten. Quatre anys més tard, als Jocs de Mont-real, revalidà la medalla de bronze en la mateixa prova, aquesta vegada rere Ruth Fuchs i Marion Becker. Es classificà per disputar els Jocs de Moscou de 1980, però el boicot promogut pels Estats Units n'impossibilità la seva participació.
En el seu palmarès també destaquen dues medalles de plata a les Universíades, el 1973 i 1975, així com set campionats de l'AAU entre 1969 i 1979. Millorà el rècord dels Estats Units i d'Amèrica en nombroses ocasions i el 1977 va establir un nou rècord del món de l'especialitat en llençar la javelina fins als 69,32 metres.

## Millors marques
- Llançament de javelina. 69,32 metres (1977)[3]